# Tetsuzō Fuwa

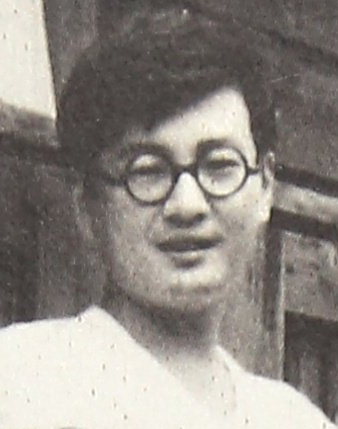
Fuwa Tetsuzō, 1956

Tetsuzō Fuwa (japanisch 不破 哲三 Fuwa Tetsuzō, eigentlich Ueda Kenjirō; geboren 26. Januar 1930 in Tokio) ist ein japanischer Politiker im Ruhestand.

## Leben und Wirken
Tetsuzō Fuwa war Sohn des Erziehungswissenschaftlers Ueda Shōsaburō (上田 庄三郎; 1894–1958). Er trat 1947, als er noch zur Schule ging, in die Kommunistische Partei Japans ein. Nach dem Abschluss des Studiums an der Universität Tokio wurde er Sekretär des „Dachverbandes der Gewerkschaften der Eisen- und Stahlindustrie“ (日本鉄鋼産業労働組合連合会, Nihon tekkōs sangyō rōdō kumiai rengōkai), eine Position, die er bis 1964 innehatte. Im März des Jahres wechselte er in die Zentrale der Kommunistischen Partei, wo er Kandidat des Zentralausschusses, dann dessen Mitglied wurde. 1970 wurde auf der 11. Generalversammlung der Posten eines Generalsekretärs neu geschaffen, auf den er berufen wurde. Gleichzeitig wurde er bereits mit 40 Jahren ständiges Vorstandsmitglied. Bereits 1969 wurde er erstmals als Kandidat des damaligen 6. Bezirks Tokios in das Repräsentantenhaus gewählt.
1982 wurde Fuwa Vorsitzender des Parteivorstands, trat 1987 aus „gesundheitlichen Gründen“ zurück und wurde stellvertretender Vorsitzender des Zentralkomitees. Er übernahm aber 1989 als Nachfolger von Hiromu Murakami wieder bis November 2000 den Vorsitz. Schon früh waren er und sein Bruder Kōichirō (上田 耕一郎; 1927–2008) die theoretischen Stützen der Miyamoto-Kenj-Linie. Die beiden waren gewissermaßen das Gesicht der Partei, was deren Anerkennung zugutekam.
2003 schied Fuwa aus dem Parlament aus, 2006 trat er als Parteivorsitzender zurück. Er wurde Direktor des der Partei angegliederten „Instituts für Sozialwissenschaften“ (社会科学研究所, shakai kagaku kenkyūjo). Fuwa verfasste viele Bücher, aber „Sengo kakumei ronsō-shi“ (戦後革命論争史) – etwa „Geschichte der Revolutionstheorie in der Nachkriegszeit“, die er mit seinem Bruder von 1956 bis 1957 publizierte, stieß auf heftige Kritik. 1964 war das Werk vergriffen und wurde nicht wieder aufgelegt.